# Società Sportiva Barletta Calcio 2010-2011
Questa voce raccoglie le informazioni riguardanti la Società Sportiva Barletta Calcio nelle competizioni ufficiali della stagione 2010-2011.

## Divise e sponsor

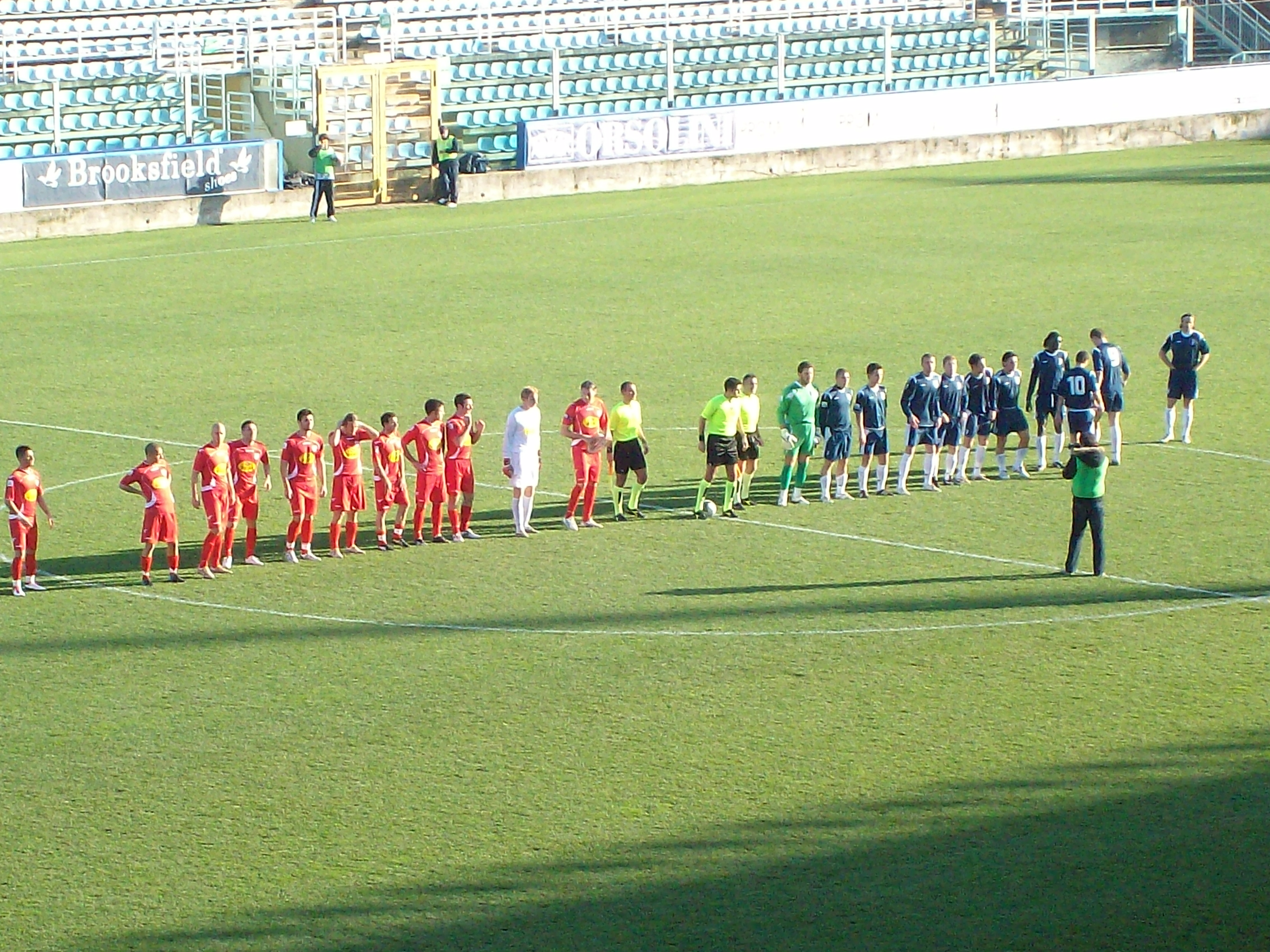
Il Barletta, a sinistra, nella sfida contro l'Atletico Roma.

La prima maglia è biancorossa sul davanti mentre è bianca con numeri rossi sul retro, i pantaloncini sono rossi e le calze rosse; la seconda maglia è rossa con inserti bianchi, i pantaloncini sono rossi e le calze rosse; la terza maglia è bianca con inserti oro, i pantaloncini sono bianchi e le calze bianche (dalla partita dell'11 aprile 2011 contro il Benevento, la squadra ha avuto una terza maglia bianca con inserti rossi, pantaloncini pianchi e calze bianche). Lo sponsor tecnico per la stagione 2010-2011 è Legea, mentre lo sponsor ufficiale è Bicap.
| 1^ Maglia | 2^ Maglia | 3^ Maglia |

## Organigramma societario
Area direttiva:
- Presidente: Francesco Sfrecola, dal 10 settembre 2010 Roberto Tatò
- Presidente Onorario: Francesco Sfrecola dal 10 settembre 2010
- Vice-Presidenti: Giovanni Attimonelli e Roberto Tatò, dal 10 settembre 2010 Giovanni Attimonelli e Giuseppe Daddato[1]
- Direttore Generale: Giuseppe Falcone

Area organizzativa
- Segretario Generale: Domenico Damato
- Team Manager: Ruggiero Napoletano
- Magazzinieri: Costantino Dicorato e Cosimo Montereale

Area marketing
- Delegato Area Marketing: Ruggero Italia

Area comunicazione
- Relazioni Esterne: Giuseppe Russo
- Addetto Stampa: Enrico Gorgoglione poi[2] Marco Bruno, dal 25 gennaio 2011 Matteo Tabacco

Area tecnica:
- Direttore Sportivo: Giuseppe Geria, dal 23 settembre 2010 Marcello Pitino
- Allenatore: Arcangelo Sciannimanico, dal 25 gennaio 2011 Marco Cari
- Allenatore in seconda: Nicola Dibitonto, dal 25 gennaio 2011 Stefano Furlan
- Preparatore dei portieri: Nicola Dibitonto
- Preparatore atletico: Maurizio Nanula

Area sanitaria
- Responsabile area medica: Alessandro Scelzi
- Medico sociale: Massimo De Prezzo
- Fisioterapista: Tommaso De Ruvo

## Rosa
| N. |                   | Ruolo | Calciatore         |
| -- | ----------------- | ----- | ------------------ |
|    | Italia (bandiera) | P     | Giuseppe Di Masi   |
|    | Italia (bandiera) | P     | Renato Dossena     |
|    | Italia (bandiera) | P     | Ugo Gabrieli       |
|    | Italia (bandiera) | P     | Andrea Tesoniero   |
|    | Italia (bandiera) | D     | Fabrizio Anselmi   |
|    | Italia (bandiera) | D     | Antonio Ballarino  |
|    | Italia (bandiera) | D     | Stefano Baraldo    |
|    | Italia (bandiera) | D     | Giovanni Bruno     |
|    | Italia (bandiera) | D     | Francesco D'Addato |
|    | Italia (bandiera) | D     | Giammarco Frezza   |
|    | Italia (bandiera) | D     | Francesco Galeoto  |
|    | Italia (bandiera) | D     | Michele Ischia     |
|    | Italia (bandiera) | D     | Alessio Lanotte    |
|    | Italia (bandiera) | D     | Benedetto Lorusso  |
|    | Italia (bandiera) | D     | Fabio Lucioni      |
|    | Italia (bandiera) | D     | Paolo Maino        |
|    | Italia (bandiera) | D     | Mattia Masiero     |
|    | Italia (bandiera) | D     | Devis Nossa        |
|    | Italia (bandiera) | D     | Simone Perico      |
|    | Italia (bandiera) | C     | Cristian Agnelli   |
|    | Italia (bandiera) | C     | Nicola Bellomo     |

| N. |                      | Ruolo | Calciatore             |
| -- | -------------------- | ----- | ---------------------- |
|    | Italia (bandiera)    | C     | Federico Cerone        |
|    | Italia (bandiera)    | C     | Antonio D'Allocco      |
|    | Italia (bandiera)    | C     | Enrico Geroni          |
|    | Italia (bandiera)    | C     | Simone Guerri          |
|    | Italia (bandiera)    | C     | Michele Menicozzo      |
|    | Croazia (bandiera)   | C     | Ivan Rajčić            |
|    | Italia (bandiera)    | C     | Orazio Stefanini       |
|    | Italia (bandiera)    | C     | Giacomo Zappacosta     |
|    | Italia (bandiera)    | A     | Giuseppe Caccavallo    |
|    | Italia (bandiera)    | A     | Gianfranco Caggianelli |
|    | Italia (bandiera)    | A     | Paolo Carbonaro        |
|    | Italia (bandiera)    | A     | Fabio Dinoia           |
|    | Italia (bandiera)    | A     | Saveriano Infantino    |
|    | Italia (bandiera)    | A     | Riccardo Innocenti     |
|    | Venezuela (bandiera) | A     | Massimo Margiotta      |
|    | Italia (bandiera)    | A     | Marco Napoletano       |
|    | Italia (bandiera)    | A     | Andrea Picone          |
|    | Italia (bandiera)    | A     | Luigi Rana             |
|    | Italia (bandiera)    | A     | Daniele Sciarra        |
|    | Albania (bandiera)   | A     | Henri Shiba            |
|    | Italia (bandiera)    | A     | Daniele Simoncelli     |

## Calciomercato

### Sessione estiva(dall'1/7/2010 al 31/8/2010)
| Acquisti | Acquisti                   | Acquisti                | Acquisti          |
| R.       | Nome                       | da                      | Modalità          |
| -------- | -------------------------- | ----------------------- | ----------------- |
| C        | Cristian Agnelli           | Foggia                  | definitivo        |
| D        | Fabrizio Anselmi           | Verona                  | definitivo        |
| D        | Stefano Baraldo            | Piacenza                | prestito          |
| C        | Nicola Bellomo             | Bari                    | prestito          |
| A        | Giuseppe Caccavallo        | Lecce                   | prestito          |
| A        | Gianfranco Caggianelli     | Bikkembergs Fossombrone | fine prestito     |
| A        | Paolo Carbonaro            | Palermo                 | prestito          |
| D        | Giovanbattista Compierchio | Audace Cerignola        | fine prestito     |
| P        | Renato Dossena             | Empoli                  | compartecipazione |
| C        | Simone Guerri              | Figline                 | definitivo        |
| D        | Benedetto Lorusso          | Bari                    | prestito          |
| D        | Fabio Lucioni              | Siena                   | compartecipazione |
| D        | Mattia Masiero             | Pro Patria              | definitivo        |
| D        | Devis Nossa                | Manfredonia             | definitivo        |
| C        | Stefano Pallotta           | Sporting Terni          | fine prestito     |
| A        | Andrea Picone              | Reggina                 | compartecipazione |
| C        | Ivan Rajčić                | Bari                    | prestito          |
| P        | Andrea Tesoniero           | Potenza                 | definitivo        |

| Cessioni | Cessioni                   | Cessioni          | Cessioni      |
| R.       | Nome                       | a                 | Modalità      |
| -------- | -------------------------- | ----------------- | ------------- |
| C        | Aziz Ben Djemia            | Folgore Selinunte | definitivo    |
| P        | Matteo Bersellini          | Parma             | definitivo    |
| C        | Andrea Carozza             |                   | svincolato    |
| A        | Simone Cavaliere           | Santegidiese      | definitivo    |
| D        | Giovanbattista Compierchio | Audace Cerignola  | prestito      |
| D        | Demetrio Cutrupi           | Taranto           | definitivo    |
| D        | Francesco D'Addato         | Fortis Trani      | prestito      |
| A        | Orlando Fanasca            | Città di Marino   | definitivo    |
| D        | Raffaele Gambuzza          | Sorrento          | fine prestito |
| D        | Matteo Legittimo           | Lecce             | fine prestito |
| C        | Salvatore Manganaro        | Vigor Lamezia     | definitivo    |
| D        | Domenico Marchetti         | Fiorentina        | fine prestito |
| C        | Fidéle Muwana              | Feralpisalò       | definitivo    |
| D        | Devis Nossa                | Pro Patria        | definitivo    |
| C        | Stefano Pallotta           | Fortis Trani      | prestito      |
| C        | Alberto Rescio             | Caratese          | definitivo    |
| D        | Fabio Romeo                | Lecce             | fine prestito |
| D        | Pietro Sportillo           | Fondi             | definitivo    |
| P        | Savino Vurchio             | Audace Cerignola  | definitivo    |

### Operazioni fuori sessione(dall'1/9/2010 al 2/1/2011)
| Acquisti | Acquisti          | Acquisti  | Acquisti   |
| R.       | Nome              | da        | Modalità   |
| -------- | ----------------- | --------- | ---------- |
| D        | Giammarco Frezza  | Potenza   | definitivo |
| D        | Francesco Galeoto | Crotone   | definitivo |
| D        | Michele Ischia    | Rimini    | definitivo |
| A        | Massimo Margiotta | Vicenza   | definitivo |
| D        | Simone Perico     | Pro Sesto | definitivo |

| Cessioni | Cessioni        | Cessioni  | Cessioni   |
| R.       | Nome            | a         | Modalità   |
| -------- | --------------- | --------- | ---------- |
| D        | Alessio Lanotte | Viterbese | definitivo |

### Sessione invernale(dal 3/01/2011 al 31/01/2011)
| Acquisti | Acquisti           | Acquisti     | Acquisti          |
| R.       | Nome               | da           | Modalità          |
| -------- | ------------------ | ------------ | ----------------- |
| D        | Giovanni Bruno     | Como         | definitivo        |
| C        | Federico Cerone    | Pisa         | prestito          |
| D        | Francesco D'Addato | Fortis Trani | fine prestito     |
| P        | Ugo Gabrieli       | Lecce        | prestito          |
| C        | Enrico Geroni      | AlbinoLeffe  | prestito          |
| A        | Riccardo Innocenti | Taranto      | definitivo        |
| D        | Paolo Maino        | AlbinoLeffe  | prestito          |
| A        | Luigi Rana         | Bari         | prestito          |
| A        | Daniele Sciarra    | Roma         | compartecipazione |
| C        | Giacomo Zappacosta | Pescara      | prestito          |

| Cessioni | Cessioni               | Cessioni     | Cessioni      |
| R.       | Nome                   | a            | Modalità      |
| -------- | ---------------------- | ------------ | ------------- |
| D        | Fabrizio Anselmi       | Pisa         | prestito      |
| D        | Stefano Baraldo        | Piacenza     | fine prestito |
| A        | Giuseppe Caccavallo    | Pergocrema   | definitivo    |
| A        | Gianfranco Caggianelli | Brindisi     | prestito      |
| A        | Paolo Carbonaro        | Palermo      | fine prestito |
| P        | Renato Dossena         | Empoli       | definitivo    |
| C        | Orazio Stefanini       | Fortis Trani | prestito      |

### Operazioni fuori sessione(dall'1/2/2011 al 31/3/2011)
| Acquisti | Acquisti | Acquisti | Acquisti |
| R.       | Nome     | da       | Modalità |
| -------- | -------- | -------- | -------- |

| Cessioni | Cessioni    | Cessioni | Cessioni   |
| R.       | Nome        | a        | Modalità   |
| -------- | ----------- | -------- | ---------- |
| A        | Henri Shiba |          | svincolato |

## Risultati

### Prima Divisione

#### Girone di andata
| Arbitro: | Aureliano (Bologna) |

|                         |           |  |
| Marotta 4’ Piccinni 80’ | Marcatori |  |

| Arbitro: | Cafari Panico (Cassino) |

|               |           |                |
| Infantino 43’ | Marcatori | 86’ Carparelli |

| Arbitro: | Monaco (Tivoli) |

|  |           |                                      |
|  | Marcatori | 22’ (aut.) Anselmi 52’ (rig.) Corona |

| Arbitro: | Peretti (Verona) |

|                           |           |                |
| Cavallaro 11’ Catania 13’ | Marcatori | 83’ Caccavallo |

| Arbitro: | Colasanti (Siena) |

|                      |           |                        |
| Margiotta 60’ (rig.) | Marcatori | 45’ Sau 55’ L. Insigne |

| Arbitro: | Di Paolo (Avezzano) |

|                               |           |  |
| Tozzi Borsoi 50’ Lacheheb 83’ | Marcatori |  |

| Arbitro: | Fabbri (Ravenna) |

|                  |           |  |
| Bellomo 33’, 63’ | Marcatori |  |

| Arbitro: | Aversano (Treviso) |

|         |           |  |
| Moi 90’ | Marcatori |  |

| Arbitro: | Rocca (Vibo Valentia) |

|                               |           |                               |
| Guerri 32’ Lucioni 85’, 90+3’ | Marcatori | 71’ Schetter 81’, 90+4’ Ciano |

| Arbitro: | Giallanza (Catania) |

|                          |           |                            |
| Innocenti 2’ Ferraro 83’ | Marcatori | 37’ Bellomo 58’ Simoncelli |

| Andria 31 ottobre 2010, ore 14:30 CET 11ª giornata | Andria BAT              | 0 – 0 referto | Barletta | Stadio Degli Ulivi (2.795 spett.)\| Arbitro: \| Ripa (Nocera Inferiore) \| |
| Arbitro:                                           | Ripa (Nocera Inferiore) |               |          |                                                                            |

| Arbitro: | Gavillucci (Latina) |

|              |           |            |
| Infantino 3’ | Marcatori | 30’ Evacuo |

| Arbitro: | Citro (Battipaglia) |

|  |           |                            |
|  | Marcatori | 27’ Bellomo 36’ Simoncelli |

| Barletta 21 novembre 2010, ore 14:30 CET 14ª giornata | Barletta          | 0 – 0 referto | Viareggio | Stadio Cosimo Puttilli (1.706 spett.)\| Arbitro: \| Benassi (Bologna) \| |
| Arbitro:                                              | Benassi (Bologna) |               |           |                                                                          |

| Arbitro: | Tidona (Torino) |

|  |           |                |
|  | Marcatori | 26’ Simoncelli |

| Arbitro: | Manganiello (Pinerolo) |

|  |           |                        |
|  | Marcatori | 18’, 60’ F. Di Gennaro |

| Arbitro: | Santonocito (Abbiategrasso) |

|                                        |           |  |
| Caputo 17’ Padella 40’ M. Esposito 78’ | Marcatori |  |

#### Girone di ritorno
| Arbitro: | Maresca (Napoli) |

|                    |           |  |
| Marotta 16’ (aut.) | Marcatori |  |

| Arbitro: | Cifelli (Campobasso) |

|                           |           |                                 |
| Fanucchi 67’ Mosciaro 73’ | Marcatori | 20’ (aut.) Obodo 41’ Simoncelli |

| Arbitro: | Bergher (Rovigo) |

|             |           |  |
| Mbakogu 31’ | Marcatori |  |

| Arbitro: | Mariani (Aprilia) |

|            |           |                                |
| Geroni 71’ | Marcatori | 20’ L. Castaldo 55’ De Liguori |

| Arbitro: | Del Giovane (Albano Laziale) |

|  |           |                          |
|  | Marcatori | 19’ Ischia 38’ Innocenti |

| Arbitro: | Ripa (Nocera Inferiore) |

|          |           |                              |
| Rana 30’ | Marcatori | 48’, 64’ (rig.) Tozzi Borsoi |

| Arbitro: | Zivelli (Torre Annunziata) |

|                   |           |               |
| Essabr 81’ (rig.) | Marcatori | 58’ Innocenti |

| Arbitro: | Giorgetti (Cesena) |

|            |           |  |
| Cerone 22’ | Marcatori |  |

| Arbitro: | Coccia (San Benedetto del Tronto) |

|               |           |  |
| Del Sorbo 11’ | Marcatori |  |

| Barletta 20 marzo 2011, ore 14:30 CET 27ª giornata | Barletta            | 0 – 0 referto | Taranto | Stadio Cosimo Puttilli (2.430 spett.)\| Arbitro: \| Gavillucci (Latina) \| |
| Arbitro:                                           | Gavillucci (Latina) |               |         |                                                                            |

| Arbitro: | Del Giovane (Albano Laziale) |

|                                      |           |                                 |
| Infantino 4’, 17’ (rig.) Lucioni 53’ | Marcatori | 61’ Minesso 87’ (rig.) Del Core |

| Arbitro: | Aureliano (Bologna) |

|              |           |                    |
| Clemente 19’ | Marcatori | 16’, 47’ Innocenti |

| Arbitro: | Viti (Campobasso) |

|                                |           |                             |
| Bellomo 46’, 64’ Innocenti 83’ | Marcatori | 50’ La Mantia 62’ Sciaudone |

| Arbitro: | Tidona (Torino) |

|                    |           |               |
| Bocalon 26’ (rig.) | Marcatori | 33’ Innocenti |

| Barletta 1º maggio 2011, ore 15:00 CEST 32ª giornata | Barletta       | 0 – 0 referto | Gela | Stadio Cosimo Puttilli (2.127 spett.)\| Arbitro: \| Adduci (Paola) \| |
| Arbitro:                                             | Adduci (Paola) |               |      |                                                                       |

| Lanciano 8 maggio 2011, ore 15:00 CEST 33ª giornata | Virtus Lanciano     | 0 – 0 referto | Barletta | Stadio Guido Biondi (1.061 spett.)\| Arbitro: \| Lo Castro (Catania) \| |
| Arbitro:                                            | Lo Castro (Catania) |               |          |                                                                         |

| Barletta 15 maggio 2011, ore 15:00 CEST 34ª giornata | Barletta      | 0 – 0 referto | Atletico Roma | Stadio Cosimo Puttilli (2.238 spett.)\| Arbitro: \| Caso (Verona) \| |
| Arbitro:                                             | Caso (Verona) |               |               |                                                                      |

### Coppa Italia Lega Pro

#### Fase eliminatoria a gironi

##### Girone I
| Arbitro: | Albertini (Ascoli Piceno) |

|              |           |                           |
| D'Ancona 52’ | Marcatori | 21’ Infantino 47’ Lucioni |

| Arbitro: | D'Angelo (Ascoli Piceno) |

|               |           |  |
| Carbonaro 14’ | Marcatori |  |

| Arbitro: | Cangiano (Napoli) |

|                                             |           |                |
| Vaccaro 20’ Agostinelli 40’ N. Schiavon 67’ | Marcatori | 31’ Simoncelli |

| Arbitro: | Strocchia (Nola) |

|                  |           |             |
| Shiba 44’ (rig.) | Marcatori | 41’ S. Cruz |

#### Fase 1 a eliminazione diretta
| Arbitro: | Operato (Isernia) |

|                              |           |             |
| Infantino 94’ Menicozzo 102’ | Marcatori | 109’ Ragusa |

| Arbitro: | Di Francesco (Teramo) |

|                      |           |           |
| Agodirin 75’ Sau 85’ | Marcatori | 77’ Shiba |

## Statistiche

### Statistiche di squadra
| Competizione             | Punti | In casa | In casa | In casa | In casa | In casa | In casa | In trasferta | In trasferta | In trasferta | In trasferta | In trasferta | In trasferta | Totale | Totale | Totale | Totale | Totale | Totale | DR |
| Competizione             | Punti | G       | V       | N       | P       | Gf      | Gs      | G            | V            | N            | P            | Gf           | Gs           | G      | V      | N      | P      | Gf     | Gs     | DR |
| ------------------------ | ----- | ------- | ------- | ------- | ------- | ------- | ------- | ------------ | ------------ | ------------ | ------------ | ------------ | ------------ | ------ | ------ | ------ | ------ | ------ | ------ | -- |
| Lega Pro Prima Divisione | 40    | 17      | 5       | 7       | 5       | 18      | 19      | 17           | 4            | 6            | 7            | 14           | 19           | 34     | 9      | 13     | 12     | 32     | 38     | -6 |
| Coppa Italia Lega Pro    | -     | 3       | 2       | 1       | 0       | 4       | 2       | 3            | 1            | 0            | 2            | 4            | 6            | 6      | 3      | 1      | 2      | 8      | 8      | 0  |
| Totale                   | -     | 20      | 7       | 8       | 5       | 22      | 21      | 20           | 5            | 6            | 9            | 18           | 25           | 40     | 12     | 14     | 14     | 40     | 46     | -6 |

### Statistiche dei giocatori
| Giocatore      | Lega Pro Prima Divisione | Lega Pro Prima Divisione | Lega Pro Prima Divisione | Lega Pro Prima Divisione | Coppa Italia Lega Pro | Coppa Italia Lega Pro | Coppa Italia Lega Pro | Coppa Italia Lega Pro | Totale   | Totale | Totale      | Totale     |
| Giocatore      | Presenze                 | Reti                     | Ammonizioni              | Espulsioni               | Presenze              | Reti                  | Ammonizioni           | Espulsioni            | Presenze | Reti   | Ammonizioni | Espulsioni |
| -------------- | ------------------------ | ------------------------ | ------------------------ | ------------------------ | --------------------- | --------------------- | --------------------- | --------------------- | -------- | ------ | ----------- | ---------- |
| C. Agnelli     | 19                       | 0                        | 4                        | 0                        | 4                     | 0                     | 1                     | 0                     | 23       | 0      | 5           | 0          |
| F. Anselmi     | 13                       | 0                        | 4                        | 1                        | 1                     | 0                     | 0                     | 0                     | 14       | 0      | 4           | 1          |
| A. Ballarino   | -                        | -                        | -                        | -                        | 1                     | 0                     | 0                     | 0                     | 1        | 0      | 0           | 0          |
| S. Baraldo     | 2                        | 0                        | 0                        | 0                        | 2                     | 0                     | 0                     | 0                     | 4        | 0      | 0           | 0          |
| N. Bellomo     | 33                       | 6                        | 5                        | 0                        | 4                     | 0                     | 1                     | 0                     | 37       | 6      | 6           | 0          |
| G. Bruno       | 8                        | 0                        | 1                        | 0                        | -                     | -                     | -                     | -                     | 8        | 0      | 1           | 0          |
| G. Caccavallo  | 5                        | 1                        | 1                        | 0                        | 2                     | 0                     | 0                     | 0                     | 7        | 1      | 1           | 0          |
| G. Caggianelli | -                        | -                        | -                        | -                        | 1                     | 0                     | 0                     | 0                     | 1        | 0      | 0           | 0          |
| P. Carbonaro   | 14                       | 0                        | 2                        | 1                        | 5                     | 1                     | 1                     | 0                     | 19       | 1      | 3           | 1          |
| F. Cerone      | 8                        | 1                        | 1                        | 0                        | -                     | -                     | -                     | -                     | 8        | 1      | 1           | 0          |
| F. D'Addato    | -                        | -                        | -                        | -                        | 2                     | 0                     | 0                     | 0                     | 2        | 0      | 0           | 0          |
| A. D'Allocco   | 13                       | 0                        | 0                        | 0                        | 4                     | 0                     | 0                     | 0                     | 17       | 0      | 0           | 0          |
| G. Di Masi     | 11                       | -11                      | 3                        | 0                        | 2                     | -3                    | 0                     | 0                     | 13       | -14    | 3           | 0          |
| F. Dinoia      | -                        | -                        | -                        | -                        | 1                     | 0                     | 0                     | 0                     | 1        | 0      | 0           | 0          |
| R. Dossena     | 5                        | -8                       | 0                        | 0                        | 2                     | -4                    | 0                     | 0                     | 7        | -12    | 0           | 0          |
| G. Frezza      | 22                       | 0                        | 6                        | 1                        | 2                     | 0                     | 0                     | 0                     | 24       | 0      | 6           | 1          |
| U. Gabrieli    | 12                       | -10                      | 0                        | 0                        | -                     | -                     | -                     | -                     | 12       | -10    | 0           | 0          |
| F. Galeoto     | 23                       | 0                        | 9                        | 0                        | -                     | -                     | -                     | -                     | 23       | 0      | 9           | 0          |
| E. Geroni      | 8                        | 1                        | 1                        | 0                        | -                     | -                     | -                     | -                     | 8        | 1      | 1           | 0          |
| S. Guerri      | 31                       | 1                        | 6                        | 0                        | 4                     | 0                     | 1                     | 0                     | 35       | 1      | 7           | 0          |
| S. Infantino   | 22                       | 4                        | 6                        | 1                        | 4                     | 2                     | 2                     | 1                     | 26       | 6      | 8           | 2          |
| R. Innocenti   | 14                       | 6                        | 1                        | 0                        | -                     | -                     | -                     | -                     | 14       | 6      | 1           | 0          |
| M. Ischia      | 20                       | 1                        | 7                        | 0                        | 2                     | 0                     | 0                     | 0                     | 22       | 1      | 7           | 0          |
| A. Lanotte     | 3                        | 0                        | 0                        | 0                        | 4                     | 0                     | 0                     | 0                     | 7        | 0      | 0           | 0          |
| B. Lorusso     | 9                        | 0                        | 2                        | 0                        | 5                     | 0                     | 1                     | 0                     | 14       | 0      | 3           | 0          |
| F. Lucioni     | 32                       | 3                        | 6                        | 1                        | 4                     | 1                     | 1                     | 0                     | 36       | 4      | 7           | 1          |
| P. Maino       | 3                        | 0                        | 1                        | 0                        | -                     | -                     | -                     | -                     | 3        | 0      | 1           | 0          |
| M. Margiotta   | 18                       | 1                        | 3                        | 0                        | -                     | -                     | -                     | -                     | 18       | 1      | 3           | 0          |
| M. Masiero     | 13                       | 0                        | 7                        | 0                        | 2                     | 0                     | 1                     | 0                     | 15       | 0      | 8           | 0          |
| M. Menicozzo   | 17                       | 0                        | 8                        | 0                        | 5                     | 1                     | 3                     | 0                     | 22       | 1      | 11          | 0          |
| M. Napoletano  | -                        | -                        | -                        | -                        | 1                     | 0                     | 0                     | 0                     | 1        | 0      | 0           | 0          |
| D. Nossa       | 2                        | 0                        | 0                        | 0                        | -                     | -                     | -                     | -                     | 2        | 0      | 0           | 0          |
| S. Perico      | 5                        | 0                        | 0                        | 0                        | 2                     | 0                     | 1                     | 0                     | 7        | 0      | 1           | 0          |
| A. Picone      | -                        | -                        | -                        | -                        | 2                     | 0                     | 0                     | 0                     | 2        | 0      | 0           | 0          |
| I. Rajčić      | 26                       | 0                        | 8                        | 0                        | 1                     | 0                     | 0                     | 0                     | 27       | 0      | 8           | 0          |
| L. Rana        | 9                        | 1                        | 4                        | 0                        | -                     | -                     | -                     | -                     | 9        | 1      | 4           | 0          |
| D. Sciarra     | 1                        | 0                        | 0                        | 0                        | -                     | -                     | -                     | -                     | 1        | 0      | 0           | 0          |
| H. Shiba       | 5                        | 0                        | 1                        | 0                        | 6                     | 2                     | 1                     | 0                     | 11       | 2      | 2           | 0          |
| D. Simoncelli  | 28                       | 4                        | 6                        | 1                        | 4                     | 1                     | 0                     | 0                     | 32       | 5      | 6           | 1          |
| A. Tesoniero   | 6                        | -9                       | 0                        | 0                        | 2                     | -1                    | 0                     | 0                     | 8        | -10    | 0           | 0          |
| G. Zappacosta  | 7                        | 0                        | 1                        | 0                        | -                     | -                     | -                     | -                     | 7        | 0      | 1           | 0          |

## Giovanili

### Organigramma societario
Area direttiva:
- Responsabile Settore Giovanile: Cosimo Pistillo

Area tecnica
- Allenatore Berretti: Antonio Dell'Oglio
- Allenatore Allievi Nazionali: Gaetano Deflorio
- Allenatore Giovanissimi Nazionali: Mauro Lagrasta

### Piazzamenti
- Berretti
  - Campionato: 11º posto nel girone E (39 punti)
- Allievi Nazionali
  - Campionato: 5º posto (38 punti)
- Giovanissimi Nazionali
  - Campionato: 13º posto (4 punti)